# Pokój saren (opera)
Pokój saren – eksperymentalna opera Lecha Majewskiego i Józefa Skrzeka.
Polska prapremiera opery miała miejsce w Operze Śląskiej 31 marca 1996 roku.
Obsada premierowa opery:
- Syn – Artur Stefanowicz
- Matka – Elżbieta Mazur
- Ojciec – Mieczysław Czepulonis
- Dziewczyna – Leokadia Duży

Po wystawieniu opery na scenie Opery Śląskiej i Teatrze Śląskim w Katowicach Lech Majewski zrealizował film o tym samym tytule.
Obsada filmu (premiera 14 czerwca 1997):
- Syn – Rafał Olbrychski
- Matka – Elżbieta Mazur
- Ojciec – Mieczysław Czepulonis
- Dziewczyna – Agnieszka Wróblewska

Autorem zdjęć do filmu był Adam Sikora.
W 1997 została wydana płyta CD z całością dzieła przez PolyGram Polska.
Rozpoczęły się także prace nad nagraniem ścieżki dźwiękowej tego projektu. Płyta CD Józefa Skrzeka o nazwie Pokój Saren Piano została jednak wydana dopiero w roku 2007.

## Źródła
- Opera "Pokój saren" w bazie e-teatr
- Lech Majewski, Scenariusze, Tom 2, Kraków, S.I.W. Znak, 2018, [tamże libretto opery "Pokój saren"]